# Píďalka obecná
Píďalka obecná (Epirrhoe alternata) je motýl čeledi píďalkovití. Tento druh poprvé popsal Otto Friedrich Müller v roce 1764. Vyskytuje se v palearktické oblasti a na Blízkém východě.

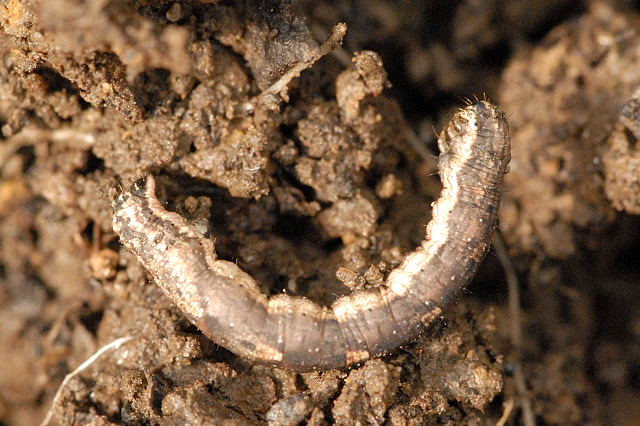
Housenka

Rozpětí křídla má 27–30 mm. Přední nohy šedé až černé, s bílou fascí, což dává motýlu pruhovaný vzhled. Zadní končetiny jsou bledě šedé s bílou fascí. Každý rok má jednu nebo dvě generace a dospělí mohou být viděni kdykoli od května do září. Druh je čilý v noci a je přitahován světem.